# Distretto di Cachimayo
Il distretto di Cachimayo è un distretto della provincia di Anta, in Perù.